# Trachelipus ottomanicus
Trachelipus ottomanicus är en kräftdjursart som beskrevs av Albert Vandel 1980. Trachelipus ottomanicus ingår i släktet Trachelipus och familjen Trachelipodidae. Inga underarter finns listade i Catalogue of Life.